# 後川村 (兵庫県)
後川村（しつかわむら）は、兵庫県多紀郡にあった村。現在の丹波篠山市後川各町にあたる。

## 地理
- 山岳：大野山
- 河川：羽束川

## 歴史
- 1892年（明治25年）1月8日 - 日置村の一部（大字後川上村・後川新田村・後川中村・後川下村・後川奥村）が分立して発足。
- 1955年（昭和30年）4月10日 - 日置村・雲部村と合併して城東村が発足。同日後川村廃止。